# Mitar Trivunović
Mitar Trivunović (in serbo Митар Тривуновић?; Lubiana, 31 agosto 1977) è un allenatore di pallacanestro ed ex cestista serbo.

## Carriera
Inizia la carriera in Serbia nello Košarkaški klub Sloga Kraljevo per poi passare all'estero. Prima in Slovenia, poi in Ungheria con Marso-Vagép NYKK, in Polonia allo Starogardzki Klub Sportowy, quindi in Germania al TV Werne. A fine dicembre 2010 rientra al Košarkaški klub Sloga Kraljevo. Chiude la carriera da giocatore in Svizzera al Espérance Sportive Pully e al BBC Nyon.
Nel 2017 diviene capo allenatore sia della formazione maschile che femminile del Basketballclub Winterthur. Con quest'ultima conquista la Supercoppa di Svizzera. Dal 2018 al febbraio 2021 è assistente allenatore dell'Union Neuchâtel Basket. Con le dimissioni di Daniel Goethals, passato agli Sharks Antibes, viene nominato capo allenatore.

## Palmarès

### Allenatore
- Supercoppa di Svizzera: 1

Winterthur: 2017